# 福塔巴特藝術收藏館
福塔巴特藝術收藏館（西班牙語：Colección de Arte Amalia Lacroze de Fortabat）是一座位於阿根廷布宜諾斯艾利斯的美術館。該美術館成立於2008年，目的是宣傳、研究和保存阿根廷國內、國際藝術最重要的私人收藏之一。

## 成立
該博物館是由慈善家瑪麗亞·阿瑪利亞·拉克羅茲·德·福特巴特所成立，她曾是阿根廷最大的水泥製造商Loma Negra的長期董事長兼首席股東。為此，她生前將自己豐富的藝術收藏成立一座博物館，其基金會還與享譽國際的烏拉圭建築師拉斐爾·維諾利簽訂了設計合同，以設計藝術收藏管的主要廳舍，建築物於2002年開始建設，2008年完工。

## 建築
藝術收藏館廳舍是烏拉圭建築師拉斐爾·維諾利的现代主义建筑作品，其建築主以混凝土、鋼和玻璃為結構，圓頂上覆蓋著可移動的鋁製遮陽系統。總面積近7,000平方公尺。共有4層，兩個大禮堂，一個禮堂和一個自助餐廳。能夠俯瞰著馬德羅港最北端的碼頭景觀。
主畫廊由一個佔據建築物整個樓層的空間組成，由玻璃和鋼製成的拱形屋頂覆蓋，塑造屋頂形狀的彎曲鋼筋從地面升起，終止於15公尺高處，支撐在貫穿建築長度的鋼筋混凝土上。

## 收藏
福塔巴特藝術收藏館共分為七個展廳：
- 瑪麗亞·阿瑪利亞·拉克羅茲·德·福特巴特收藏廳
- 家庭畫廊：展示福特巴特家族的肖像。
- 風景、城市和傳統廳：主要展示費爾南多·法德爾（英语：Fernando Fader）、馬丁·馬爾哈羅（英语：Martín Malharro）、普里利迪亚诺·普埃雷东以及貝尼托·金克拉·馬丁（英语：Benito Quinquela Martín）等人創作的19世紀阿根廷風景、自然主義和朴素藝術。
- 國際藝術：包括展示小彼得·布勒哲爾、馬克·夏卡爾、萨尔瓦多·达利、古斯塔夫·克林姆特、奧古斯特·羅丹、羅貝托・馬塔（英语：Roberto Matta）、雅克·威延斯（英语：Jacques Witjens）以及安迪·沃荷的作品，還包括约瑟夫·玛罗德·威廉·特纳為數不多的私人收藏油畫之一。
- 現代藝術：主要展示 20世紀阿根廷畫家的作品，如約翰·德爾普雷特（西班牙语：Juan Del Prete）、拉奎爾·福納（英语：Raquel Forner） 、埃米利奧·佩托魯蒂（英语：Emilio Pettoruti）、亞羅·埃涅阿斯·斯皮林貝戈（英语：Lino Enea Spilimbergo）、蘇爾·索拉爾（英语：Xul Solar）和胡安·卡洛斯·卡斯塔尼諾（英语：Juan Carlos Castagnino）的作品。
- 形象廳：預留給超現實藝術作品，例如羅伯托·艾森伯格（英语：Roberto Aizenberg）、安東尼奧·塞吉（英语：Antonio Seguí）和克洛林多·特斯塔的作品。
- 安東尼奧·貝爾尼（英语：Antonio Berni）畫廊：致力於紀念著名的阿根廷畫家和壁畫家。

## 圖片

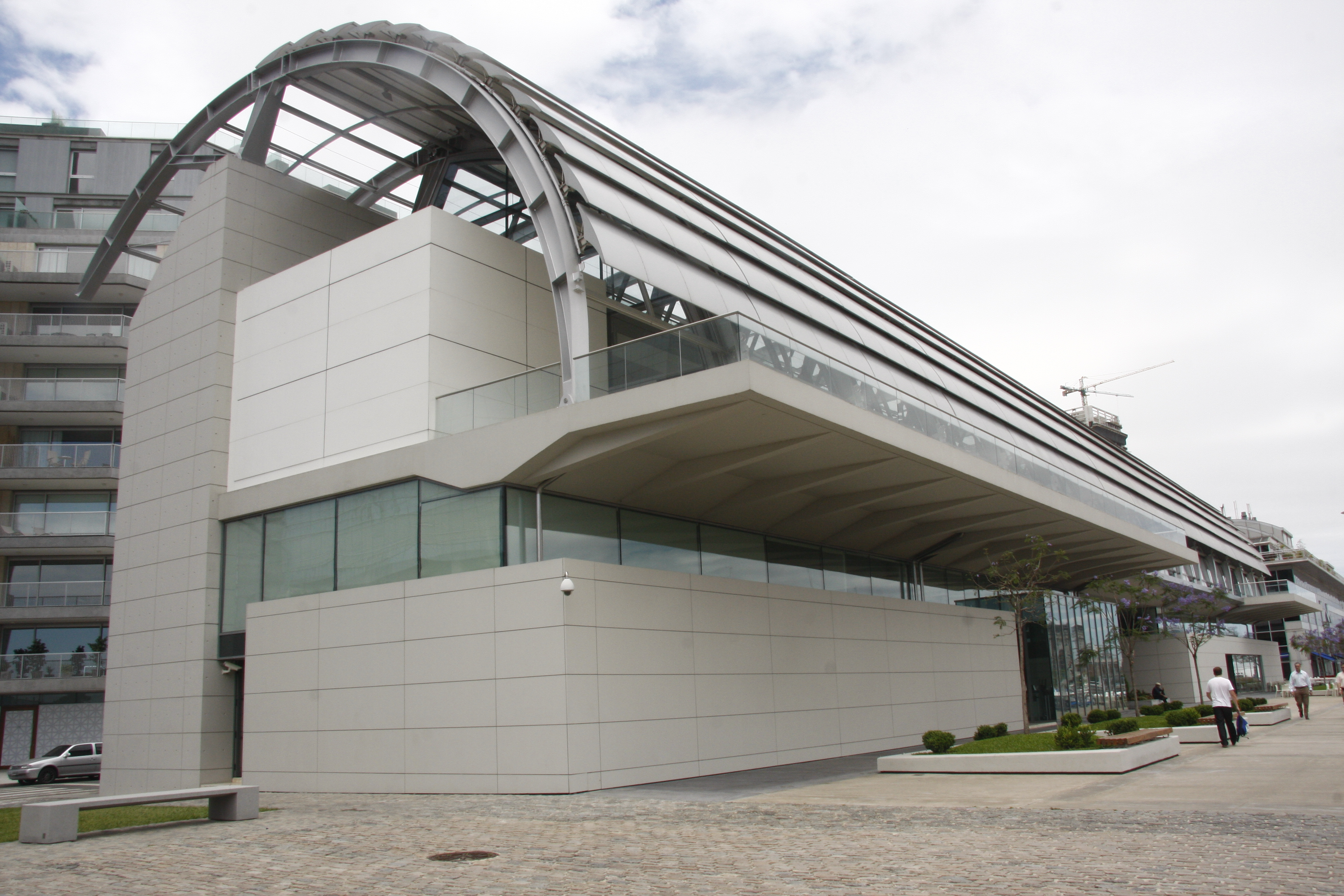
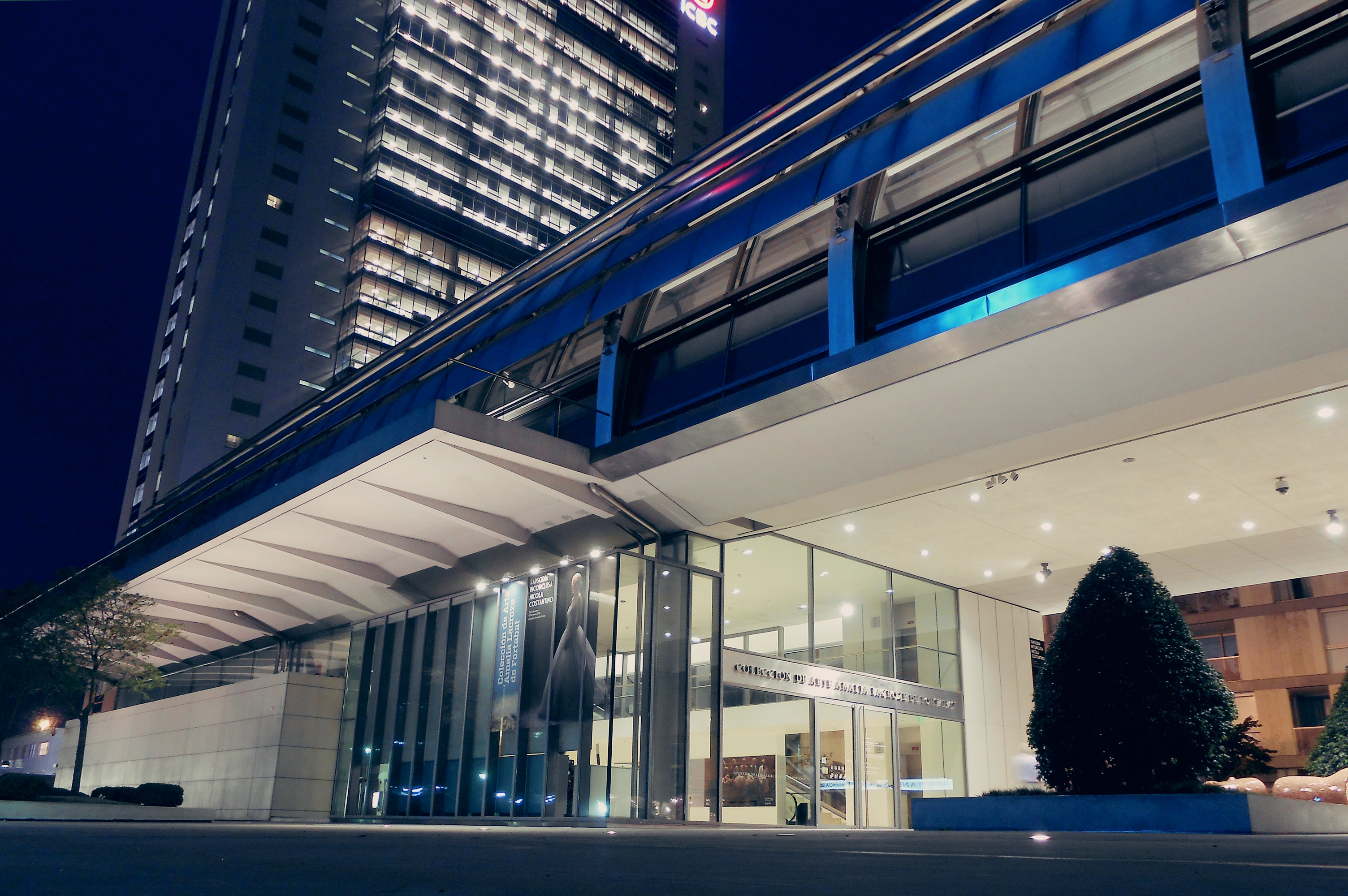
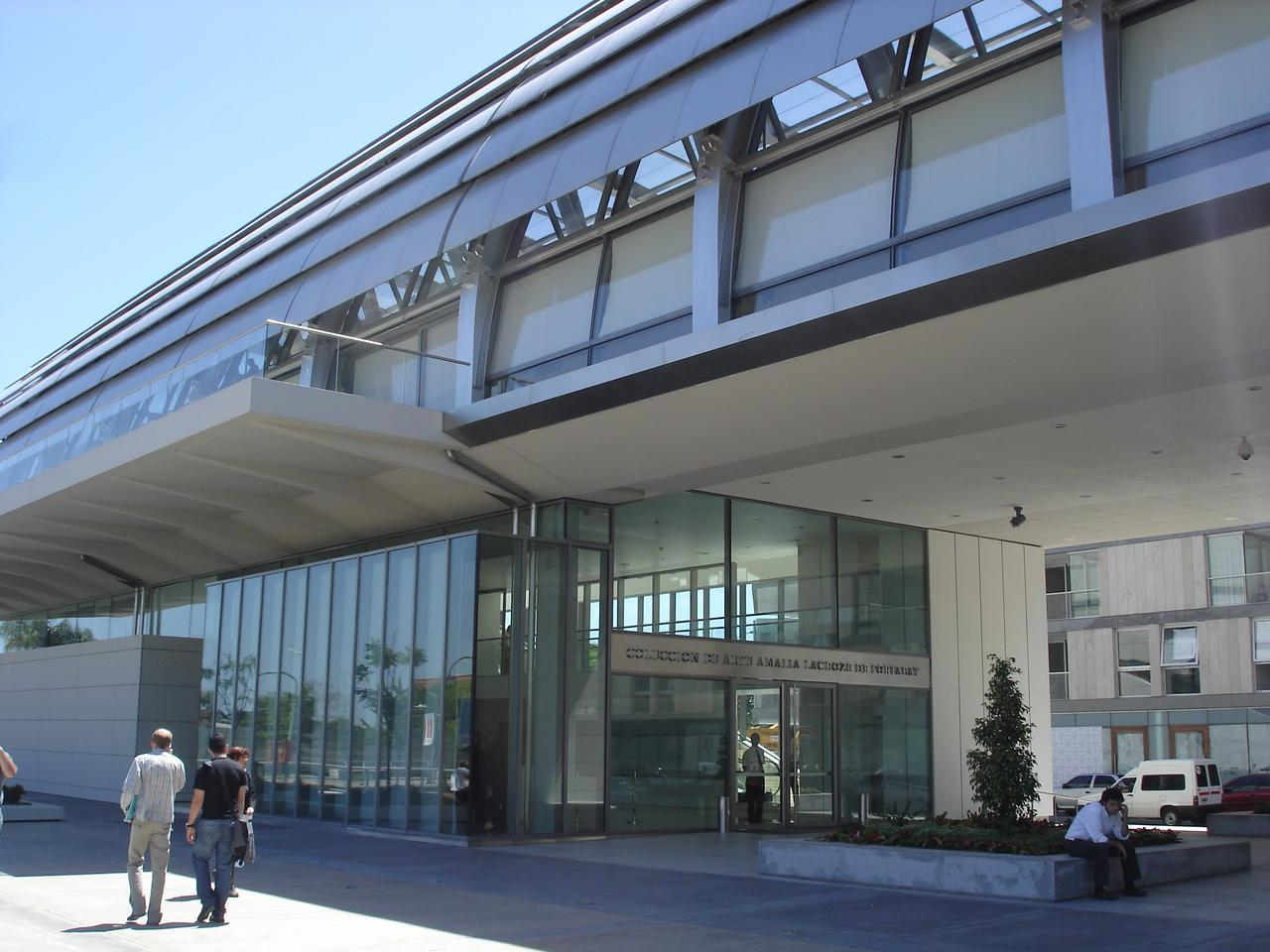
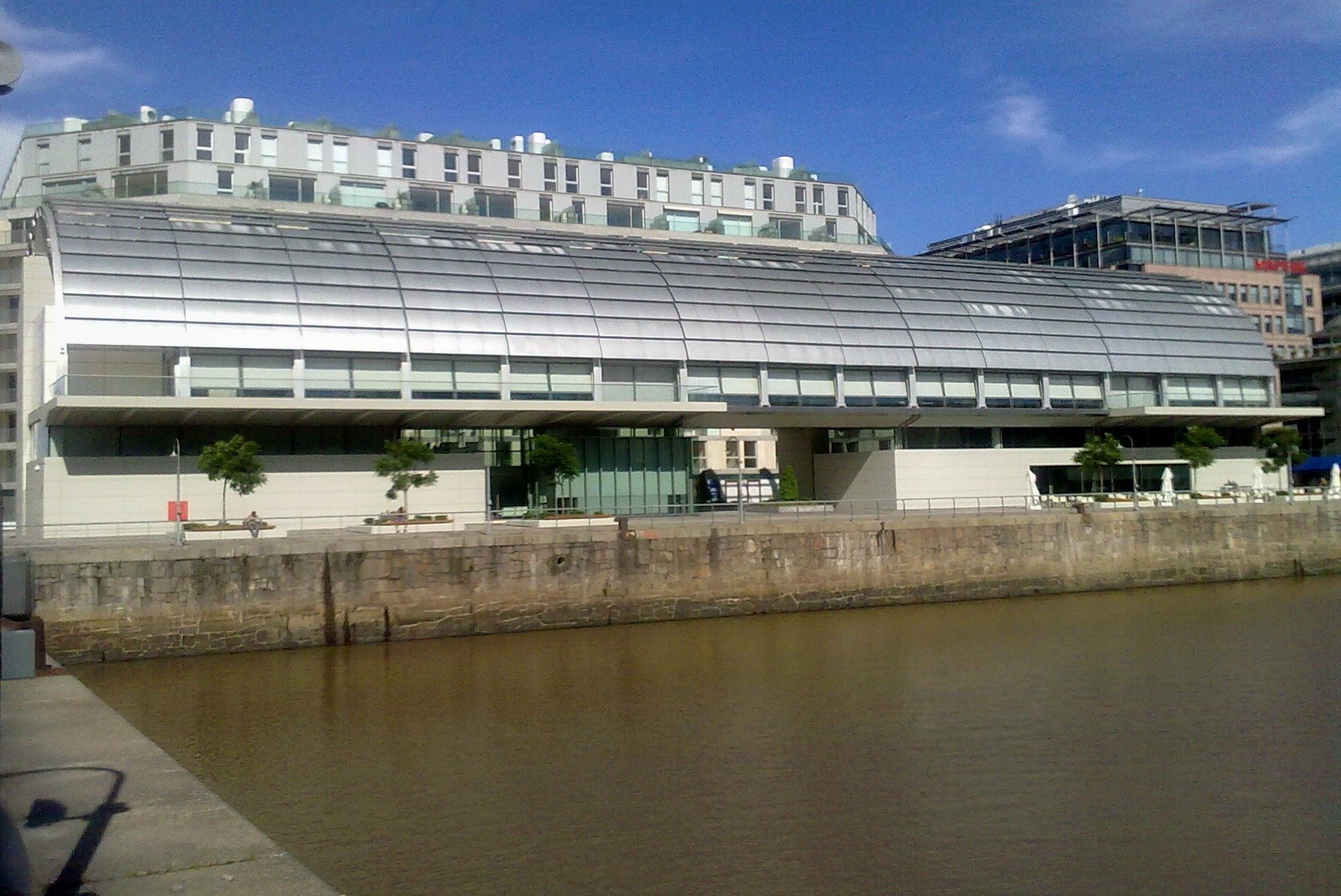
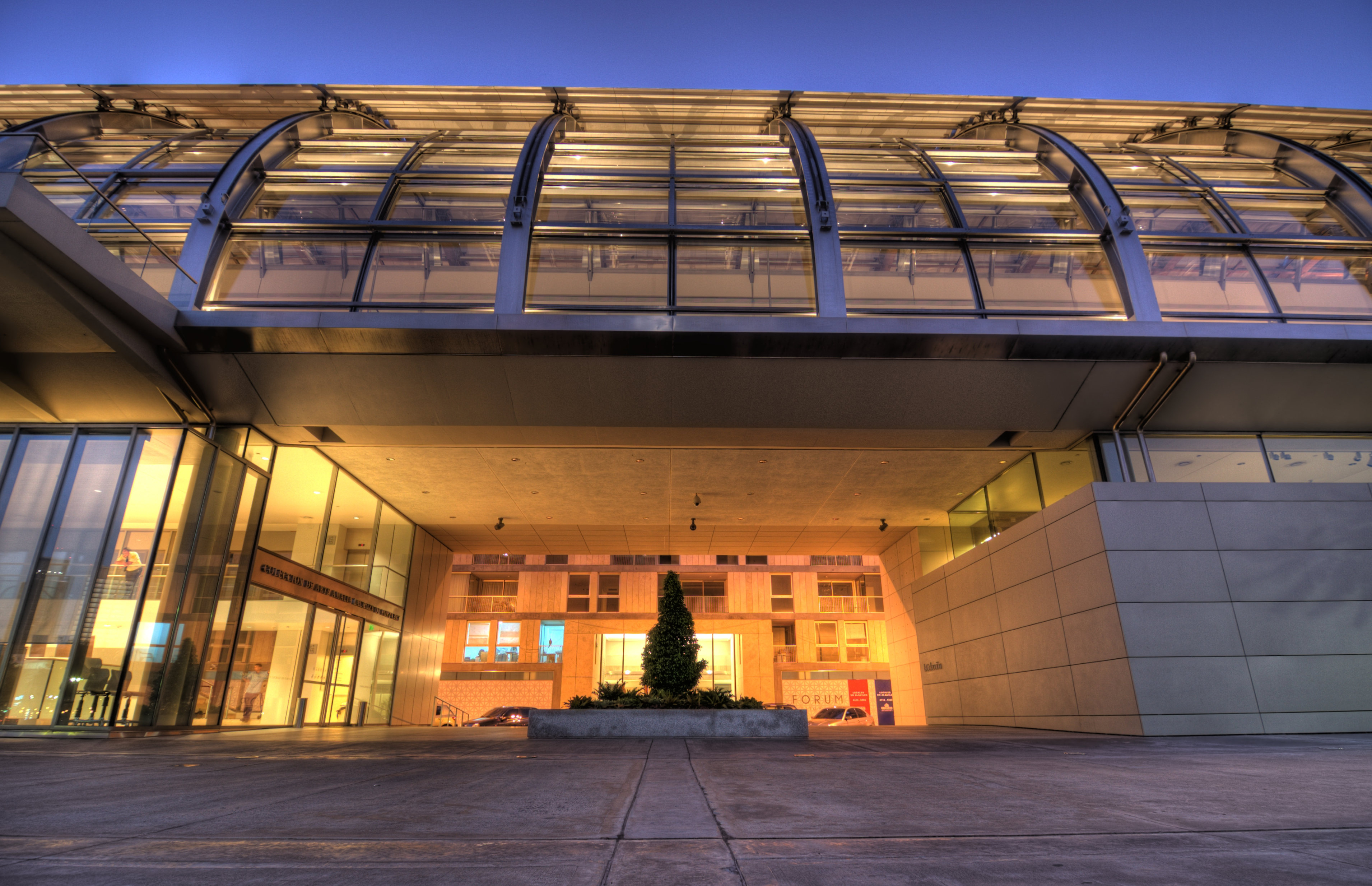

## 外部連結
- Fortabat Art Collection （页面存档备份，存于）
- Colección de Arte Amalia Lacroze de Fortabat at Google Cultural Institute （页面存档备份，存于）